# Yvonne Naef
Yvonne Naef (* 9. November 1957 in Schaffhausen) ist eine Schweizer Opern- und Konzertsängerin in der Stimmlage dramatischer Mezzosopran.

## Leben
Sie studierte in Zürich, Basel und Mannheim. Ihren internationalen Durchbruch erreichte sie 1994 in einer Neuproduktion der Oper Anna Bolena von Gaetano Donizetti als Giovanna Seymour am Opernhaus von Monte Carlo und 1995 mit der Giulietta in Hoffmanns Erzählungen von Jacques Offenbach an der Scala in Mailand.

## CD (Auswahl)
- Gürzenich-Orchester live / Sinfoniekonzert, 2009.
- Messa da Requiem, Verdi, SWR Media; SCM-Verlag, 2009
- Gurrelieder; Schönberg, Hänssler, 2007
- Zaïde, Berlioz, Klassik-Center Kassel, 2003
- Weihnachts-Oratorium, Bach, Universal Music, 2000
- Petite messe solennelle, Rossini, Edel, 2000
- Moses und Aron, Schönberg, Polygram, 1996